# Syrphoctonus minimus
Syrphoctonus minimus är en stekelart som först beskrevs av Cresson 1864.  Syrphoctonus minimus ingår i släktet Syrphoctonus och familjen brokparasitsteklar. Inga underarter finns listade i Catalogue of Life.